# Jan Styka
Jan Styka (Lemberg, 8 de abril de 1858-Roma, 11 de abril de 1925) fue un pintor polaco conocido por producir grandes panoramas históricos, de batallas y religiosos cristianos. También fue ilustrador y poeta. Conocido también como un gran orador patriótico, sus discursos se publicaron en 1915 con el título francés L'ame de la Pologne (El alma de Polonia).

## Biografía

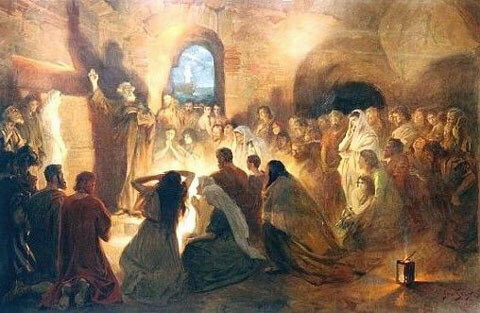
San Pedro predicando el evangelio en las catacumbas.

Hijo de un oficial checo en Austria-Hungría, Styka asistió a la escuela en su Lemberg natal (en polaco: Lwów, ahora Lviv) y luego estudió en la Academia de Bellas Artes de Viena, tras lo cual fijó su residencia en Cracovia en 1882, donde Estudió pintura histórica con Jan Matejko. Luego regresó a Lwów y abrió allí un taller. Aquí, junto con el célebre pintor histórico polaco Wojciech Kossak, crearon su obra más famosa en Polonia: el Panorama de Racławice. Posteriormente, viajó a Italia por un corto tiempo antes de trasladarse a Francia, donde se gestaban los grandes movimientos artísticos de Montmartre y Montparnasse y donde pasaría gran parte de su vida.
Entre las obras importantes de Styka se encuentra la gran escena de San Pedro predicando el Evangelio en las catacumbas pintada en París en 1902. Sus renombrados panoramas incluyen Bem en Siedmiogrod (1897), El martirio de los cristianos en el circo de Nerón (1897), y la sucursal de Breslavia del Museo Nacional de Polonia alberga la monumental colaboración La batalla de Racławice pintada en 1894.
Styka murió en 1925 y fue enterrado en Roma. Sin embargo, en 1959, Hubert Eaton acordó con la familia de Styka que sus restos fueran llevados a los Estados Unidos para su entierro en el «Salón de los Inmortales» en el cementerio de Forest Lawn.
Sus hijos, Tadeusz Styka (1889–1954) y Adam Styka (1890–1959), también fueron pintores.

## La Crucifixión

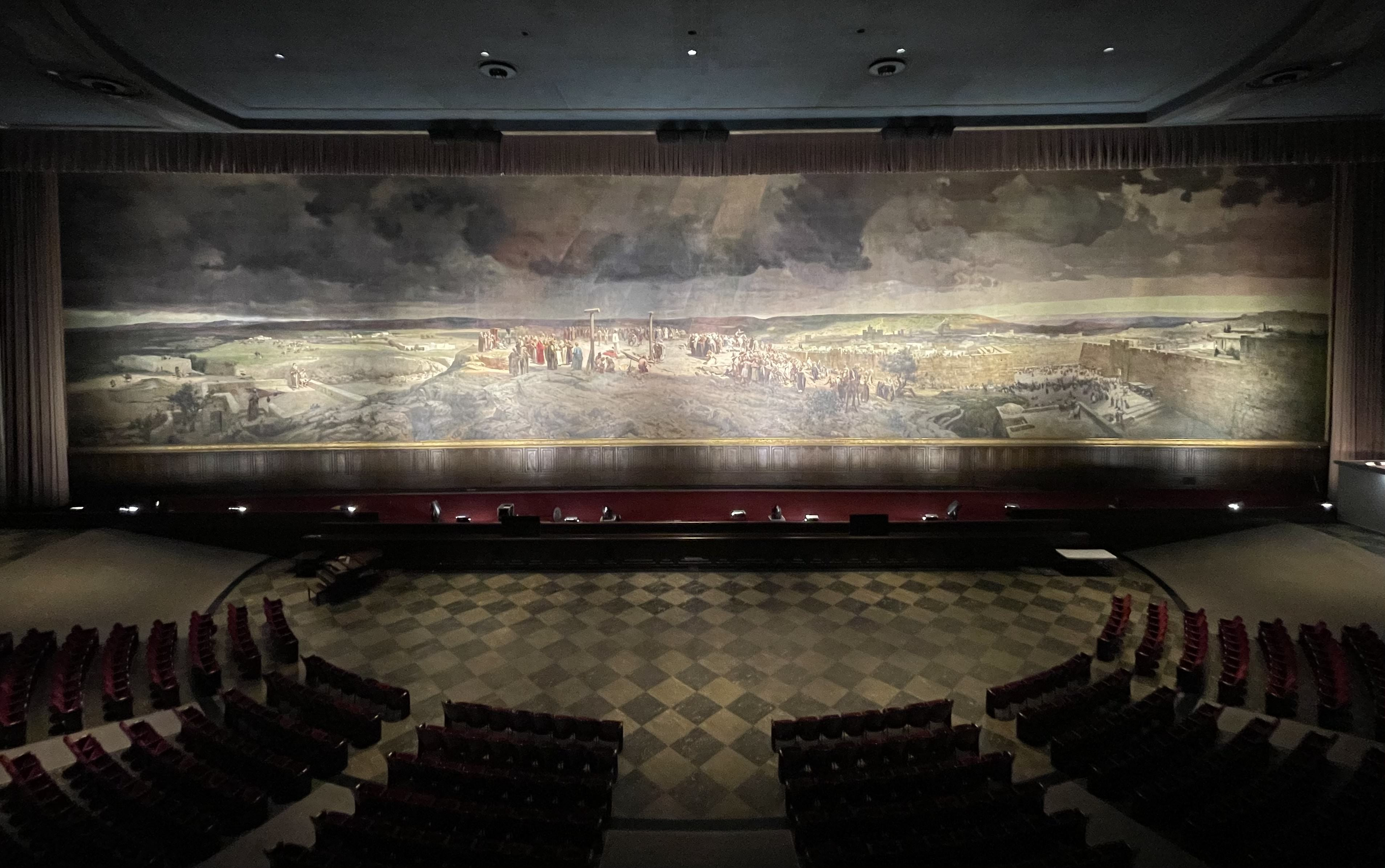
Vista amplia del Salón de la Crucifixión-Resurrección.

En 1910, Styka pintó un retrato del  pianista y estadista polaco Ignacy Jan Paderewski, que ahora se encuentra en el Museo Nacional de Polonia en Poznań. Anteriormente, cerca de finales del siglo XIX, Paderewski había encargado a Styka que pintara lo que se convertiría en su obra más famosa a nivel internacional. Originalmente titulada «Gólgota», la pintura se conoció simplemente como La Crucifixión. Esta pieza es un enorme panorama de 195 pies (59,4 m) de largo por 45 pies (13,7 m) de altura.
Tras su encargo en 1894, Styka viajó a Jerusalén para preparar bocetos y a Roma, donde su paleta fue bendecida por el Papa León XIII.
La pintura se inauguró en Varsovia con gran éxito el 22 de junio de 1897. Se mostró en muchas de las grandes ciudades de Europa, antes de llegar a América, para unirse a la Exposición de San Luis de 1904. La pintura fue incautada cuando los socios estadounidenses de Styka no pagaron los impuestos aduaneros y se consideró perdida durante casi cuarenta años. En 1944 se encontró la pintura, rodó alrededor de un poste de teléfono y resultó gravemente dañada, después de haber languidecido en el sótano de la Compañía de Ópera Cívica de Chicago durante décadas.
Adquirida por el empresario estadounidense Hubert Eaton, la pintura fue restaurada por el hijo de Jan Styka, Adam. Está en exhibición en el Salón de la Crucifixión en el cementerio Forest Lawn Memorial Park en Glendale, California. En 2005-2006, la pintura se sometió a una restauración masiva como parte de la celebración del centenario de Forest Lawn.

## Pinturas seleccionadas

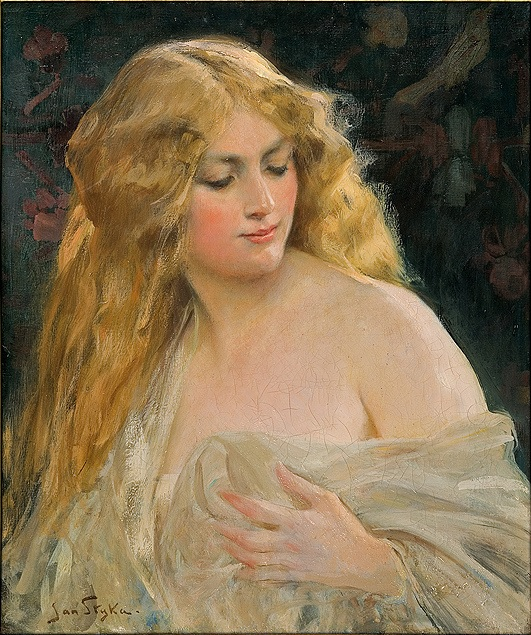
Calipso
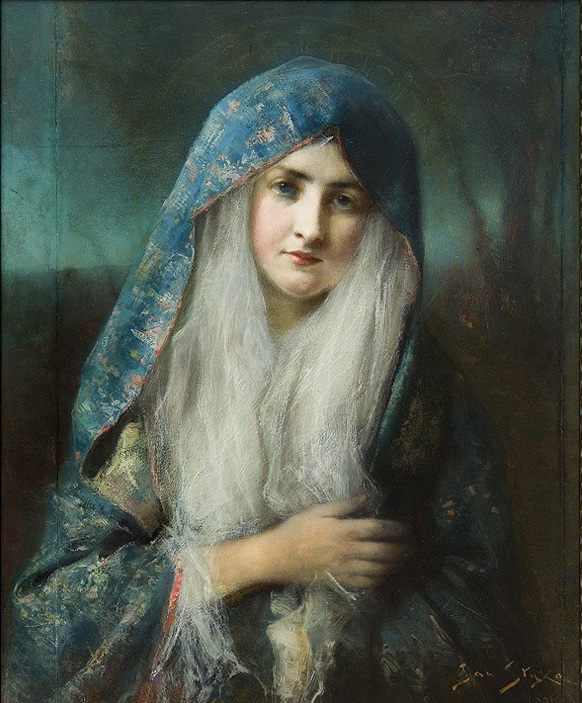
Virgen, 1906
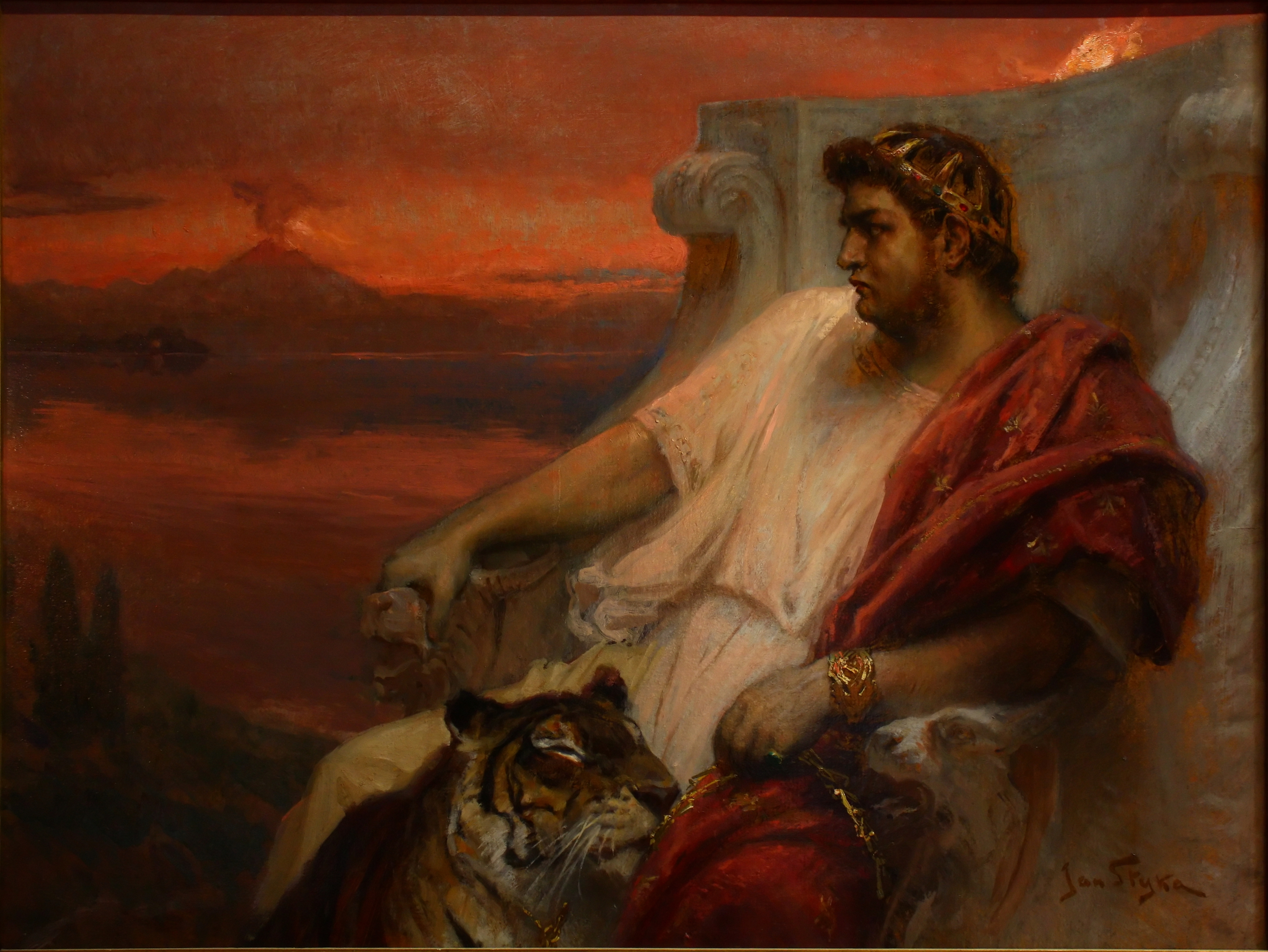
Nerón en Bayas, c. mil novecientos
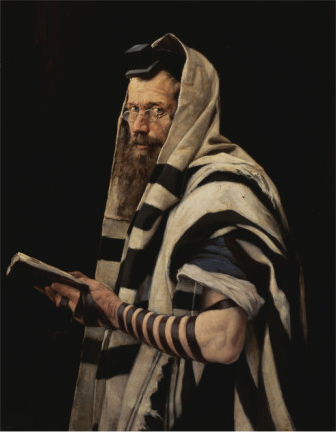
Rabino con Filacteria, c. 1925
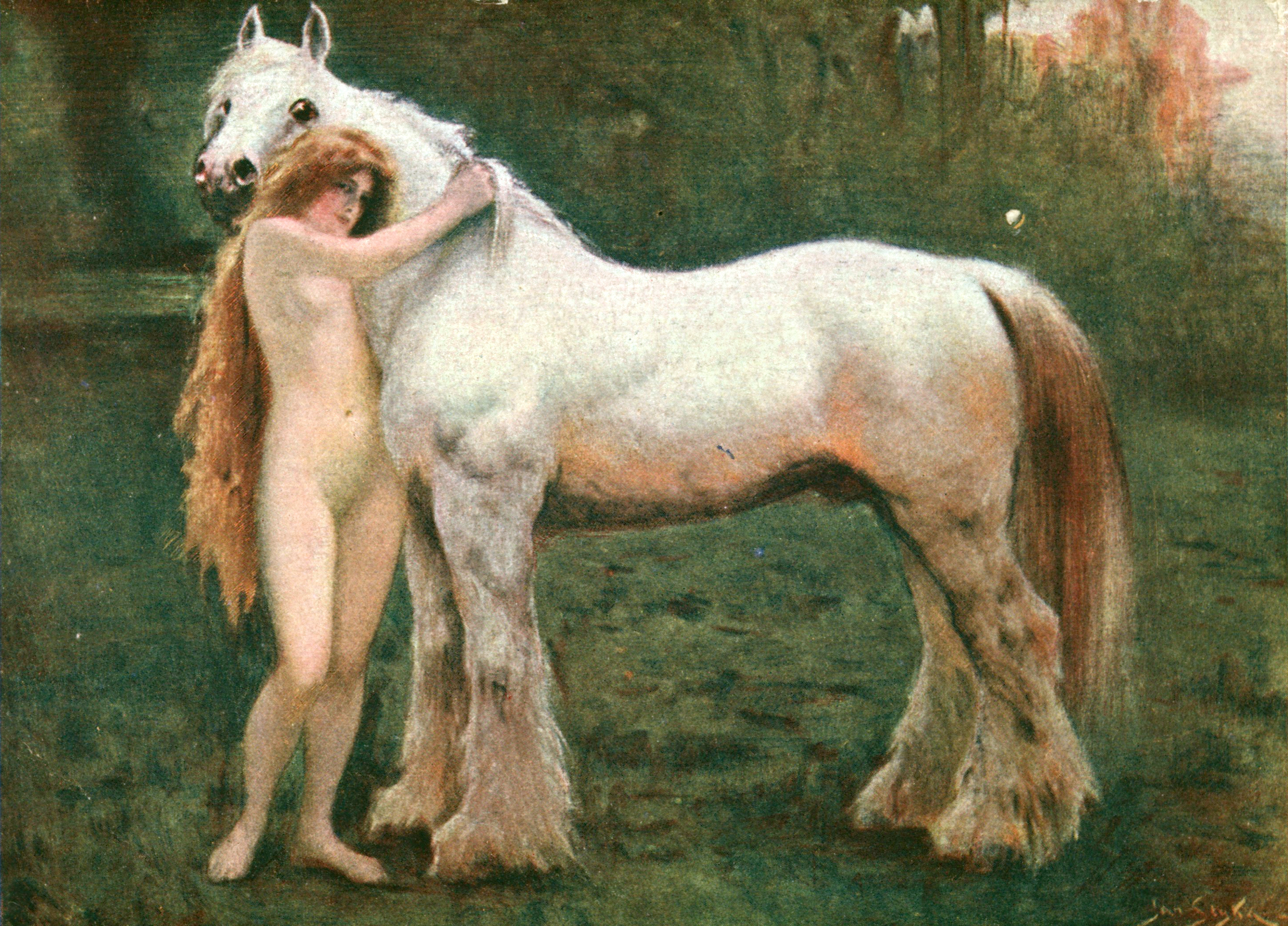
Ninfa y un caballo, c. 1920
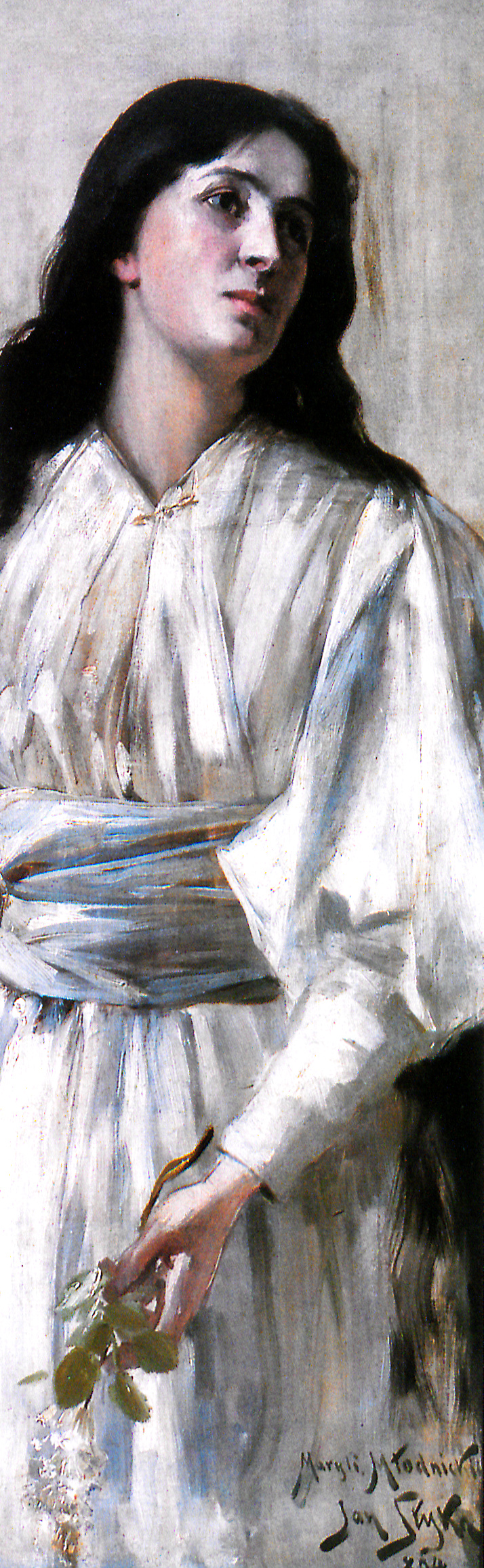
Retrato de Maryla Młodnicka-Wolska
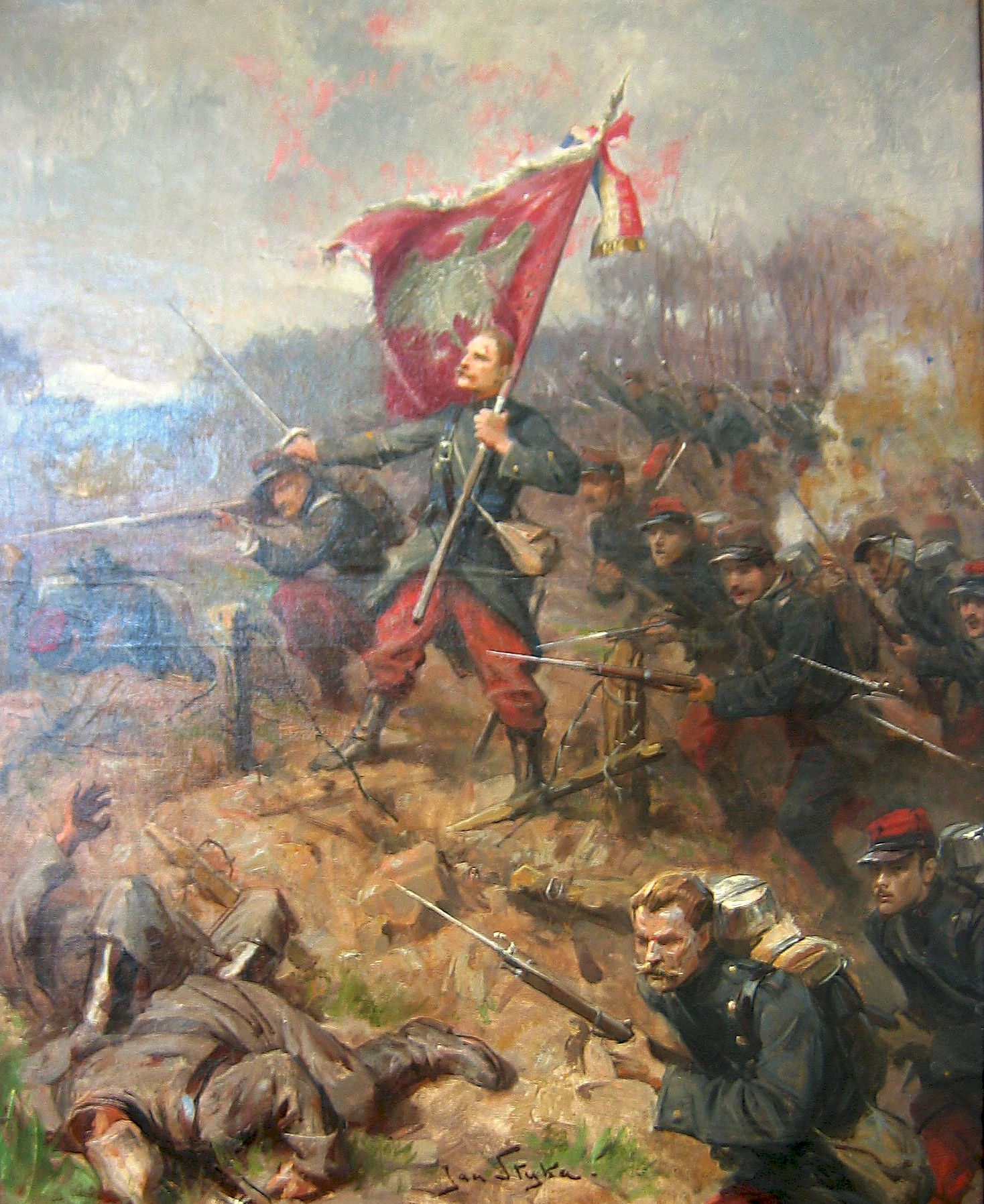
Muerte de Władysław Szujski en la batalla de Sillery
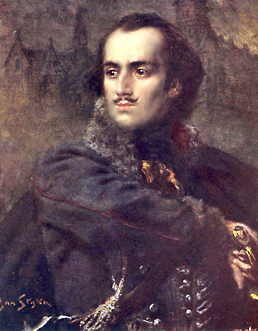
Kazimierz Pułaski, c. 1925
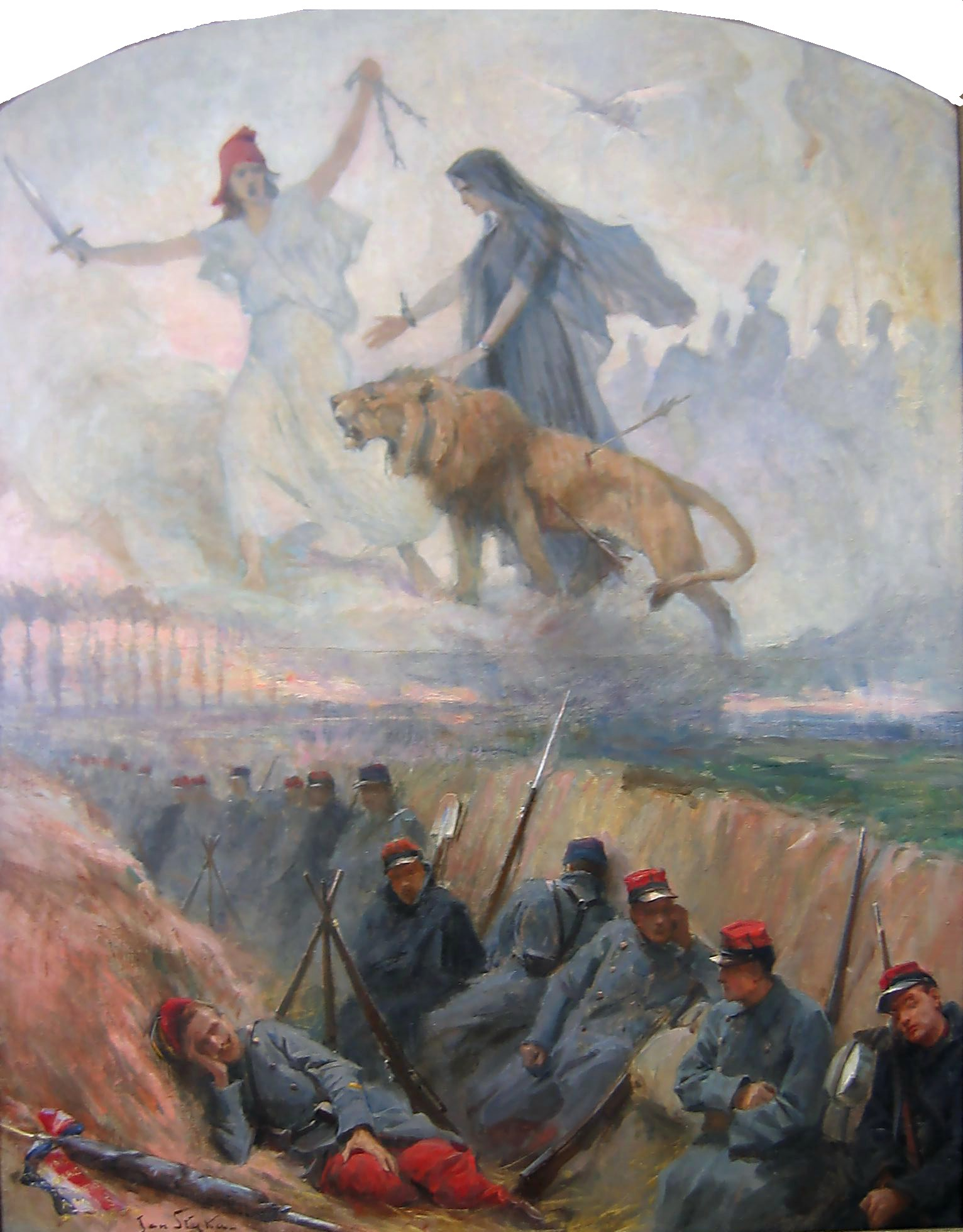
Sueño de voluntarios polacos en trincheras francesas